# Namibia na Letnich Igrzyskach Olimpijskich 2000
Namibię na Letnich Igrzyskach Olimpijskich 2000 reprezentowało 11 zawodników, 9 mężczyzn i 2 kobiety.

## Skład kadry

### Boks
Mężczyźni
- Paulus Ali Nuumbembe

waga półśrednia, do 67 kg (odpadł w 1 rundzie)

### Gimnastyka
Kobiety
- Gharde Geldenhuys

### Kolarstwo
Mężczyźni
- Mannie Heymans

kolarstwo górskie - cross country (26. miejsce)

### Lekkoatletyka
Mężczyźni
- Sherwin Vries

bieg na 100 m (odpadł w 1 rundzie eliminacji)
- Christie van Wyk

bieg na 200 m (odpadł w 1 rundzie eliminacji)
- Willie Smith

bieg na 400 m przez płotki (odpadł w 1 rundzie eliminacji)
- Stephan Louw

skok w dal (odpadł w kwalifikacjach)
- Lucketz Swartbooi

maraton (48. miejsce)
Kobiety
- Elizabeth Mongudhi

maraton (nie ukończyła)

### Pływanie
Mężczyźni
- Jörg Lindemeier

100 m stylem klasycznym (odpadł w eliminacjach)

### Strzelectwo
Mężczyźni
- Friedhelm Sack